# Leon Schuster

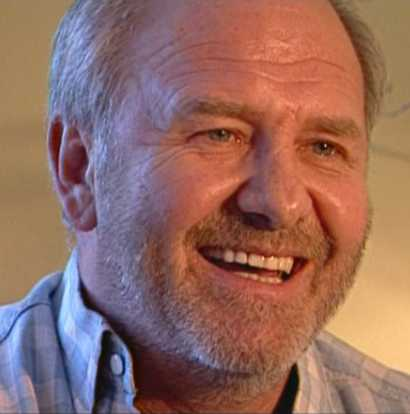
Leon Schuster, 2001

Leon Ernest „Schuks“ Schuster (* 21. Mai 1951 in Vereeniging, Südafrika) ist ein südafrikanischer Filmemacher, Comedian, Schauspieler, Moderator und Sänger, der in Johannesburg lebt.

## Leben
Schuster fühlte sich bereits im jungen Alter zum Filmemachen hingezogen. Er und sein Bruder spielten der Familie Streiche und filmten sie mit einer alten Heimvideokamera.
Schuster studierte und legte den BA-Abschluss an der Universität des Oranje-Freistaates ab. Dann verbrachte er zwei Jahre damit, an einer Highschool in Bloemfontein zu unterrichten.

## Karriere
Schuster begann 1975, für die South African Broadcasting Corporation zu arbeiten. Während seiner Zeit bei der SABC kreierte Leon Schuster die Radioserie auf Afrikaans Vrypostige Mikrofoon mit Fanus Rautenbach, bei der er seine Stimme verstellte und sich über die ahnungslosen Opfer lustig machte.

### Musik
1982 wurde Schuster von Decibel Records dazu angeregt, einige Sportlieder aufzunehmen. Seine erste Schallplatte Leon Schuster verkaufte sich 100.000 Mal. Sein zweites Album Broekskeur konnte er 40.000 Mal absetzen und darauf folgte Briekdans and Leon Schuster – 20 Treffers, das über 270.000-mal veräußert werden konnte.
Seine Hit CD Hier Kom Die Bokke wurde mit dem FNB Sama Music Award als meistverkaufte CD 1995 ausgezeichnet. Die darauf folgende CD, Gatvol in Paradise, wurde mehr als 125.000 Mal gekauft und machte die inoffizielle Gauteng-Hymne, Gautengeling, bekannt.

### Film
Schusters erster Film You Must Be Joking!, der von ihm in Zusammenarbeit mit Johan Scholtz und Elmo de Witt produziert wurde, war beim südafrikanischen Publikum sehr beliebt, so dass er eine Fortsetzung mit dem Titel You Must be Joking! Too nach sich zog.
Diese Filme waren Sketche mit versteckter Kamera. Schuster machte viele weitere dieser Filme sowie Slapstickfilme, von denen der bemerkenswerteste Mr. Bones war, der auch international, unter anderem in Deutschland, in die Kinos kam. Der Film wurde zum erfolgreichsten aller Schuster-Filme und spielte an den südafrikanischen Kinokassen mehr als 33 Millionen Rand ein.

### Kontroverse
Sechs Leon-Schuster-Filme wurden im Ausland wegen Rassensensibilität ins Visier genommen. Laut Schuster rührt seine Anziehungskraft auf das Publikum daher, dass er sie an einen bestimmten Comedy-Stil gewöhnt hat, den sie allerdings zu mögen scheinen. Im Jahr 2018 gab der Komiker öffentlich zu in seinen Filmen mit jedem Rassenstereotyp zu spielen und vom Blackfacing profitiert zu haben.
Am 19. Juni 2020 entfernte der südafrikanische Streaming-Dienst Showmax mehrere von seinen Filmen und nannte dessen Inhalt „rassenunempfindlich“, da er in vielen seiner Filme Blackfacing für „komödiantische Zwecke“ verwendet habe. Dies geschah u. a. auch während der Proteste gegen Black Lives Matter. Schuster reagierte daraufhin schockiert, da er es nicht glauben konnte, dass die Inhalte seiner Filme bei seinen Zuschauern Schaden anrichten könne.

## Filmografie
- 1983: Funny People 2
- 1986: You Must Be Joking!
- 1987: You Must Be Joking! Too
- 1989: Oh Schucks…It’s Schuster!
- 1990: Oh Shucks! Here Comes UNTAG
- 1990: Kwagga strikes back
- 1991: Sweet´n Short
- 1993: There’s a Zulu On My Stoep (Yankee Zulu)
- 1996: Panic Mechanic
- 1999: The Millennium Menace
- 2001: Mr Bones
- 2004: Oh Schuks… I’m Gatvol
- 2005: Mama Jack
- 2008: Mr Bones 2: Back from the Past
- 2010: Schuks Tshabalala’s Survival Guide to South Africa
- 2012: Mad Buddies
- 2013: Schuks! Your Country Needs You
- 2015: Schuks! Pay Back the Money!
- 2018: Frank and Fearless
- 2022: Mr Bones 3: Son of Bones

## Diskografie

### Alben
- 1982: Wat Kan Lekkerder Wees
- 1983: Waar En Wolhaar
- 1984: Briekdans
- 1985: Rugby
- 1986: Die Grootste Treffers Van Leon Schuster
- 1993: Leon Schuster
- 1995: Hie' Kommie Bokke
- 1997: Gautvol in Paradise
- 1998: Die Vrypostige Mikrofoon Volume 1
- 2006: Op Dun Eish!
- 2011: Bok Tjoppie (Op!Op!Op!)